# Anwandweg
Ein Anwandweg ist eine an einer Anwande, der Stirnseite eines Ackers gelegene Straße für landwirtschaftliche Fahrzeuge.
Der Anwandweg wird im Regelfalle dort errichtet, wo durch den Neubau von Kraftfahrstraßen oder Autobahnen, auf denen bauartbedingt keine landwirtschaftlichen Fahrzeuge verkehren dürfen, die Erreichbarkeit der landwirtschaftlichen Grundstücke nicht mehr sichergestellt ist.
Diese Wege werden neben den Kraftfahrstraßen oder Autobahnen errichtet und dienen normalerweise nur dem landwirtschaftlichen Verkehr. In Einzelfällen werden sie zusätzlich als Fuß- oder Radwege genutzt.